# Pittore di animali

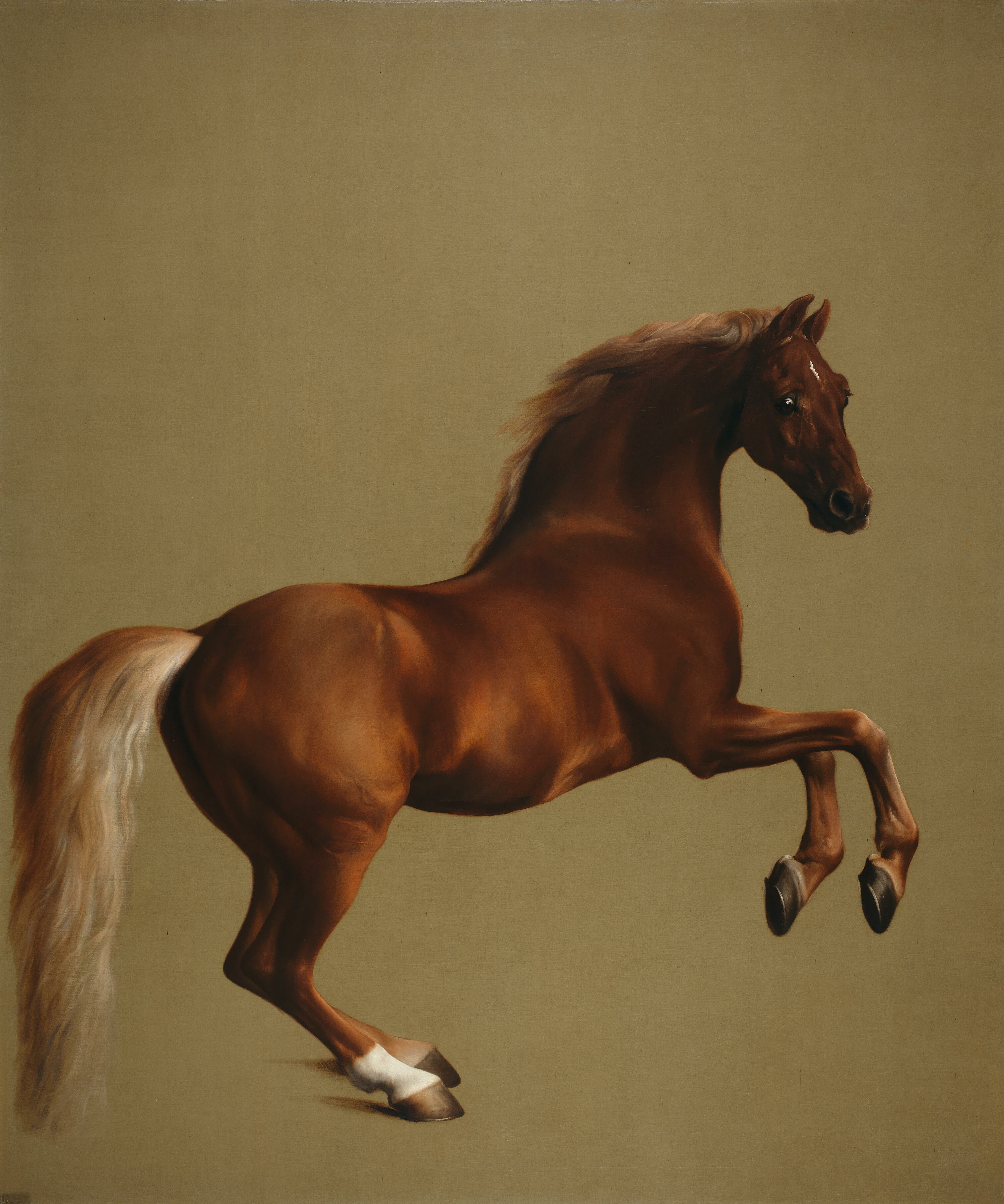
George Stubbs (1724-1806): Whistlejacket (c. 1762), Nation Gallery

Un pittore di animali è un artista specializzato nel ritrarre animali.
L'Oxford English Dictionary data l'uso del termine "animal painter" (pittore di animali) alla metà del XVIII secolo secondo quanto scritto dal medico, naturalista e scrittore John Berkenhout (1726-1791). Dall'inizio del XX secolo il termine è diventato un più generico wildlife artist (artista della natura).

## Storia
Soprattutto nel XVII secolo i pittori di animali collaboravano spesso con altri artisti che dipingevano il soggetto principale in un dipinto  storico, mitologico o  paesaggio. Frans Snyders, uno dei fondatori della tradizione pittorica barocca degli animali, eseguì spesso animali e nature morte con cibo per il collega Peter Paul Rubens; uno specialista di pittura paesaggistica poteva invece eseguire lo sfondo.
Durante il secolo d'oro olandese questi specialisti tesero a produrre piccoli quadri di genere concentrandosi sulla loro specializzazione. I pittori di animali si trovavano ai più bassi livelli della gerarchia dei generi, ma i migliori pittori potevano avere delle ottime soddisfazioni economiche; molti monarchi e aristocratici erano più interessati a questo genere di pittura che a quelli più prestigiosi. Soprattutto in Inghilterra, c'erano ancora pittori specializzati nel XVIII secolo, i quali ritrassero cavalli da corsa e animali vincitori di premi, mentre in Francia i soggetti animali continuavano ad essere decorativi, spesso inseriti sotto forma di statue in un giardino.
Nel 2014 The Guardian nominò The Goldfinch (1654) di Carel Fabritius (1622-1654) come il più bel ritratto di animali.

## Animalier
Animalier, un sostantivo plurale, è il termine usato nel passato per indicare una scultura di animali realizzata in piccola scala, in particolare di bronzi, ma anche dipinti di animali. Ne vennero prodotti un grande numero - spesso in produzione di massa - nel XIX secolo in Francia ed altrove. Esistono molti esempi anteriori ma la scultura di animali divenne molto popolare e apprezzata all'inizio del XIX secolo a Parigi, con le opere di Antoine-Louis Barye (1795-1875) - per il quale la critica coniò il termine nel 1831 - e Christopher Fratin (1801-1864). Dalla metà del XIX secolo, il gusto per i soggetti animali si diffuse tra le classi medie.

## Conservazione della natura
Molti artisti moderni della natura o gruppi di artisti ottennero benefici nel sostenere la conservazione dell'ambiente naturale e delle sue forme di vita, o parteciparono a concorsi indetti da organizzazioni per la conservazione della fauna selvatica.

## Famosi pittori di animali

### Dopo il 1800
- Henry Alken (1785-1851)
- Richard Ansdell (1815-1885)
- Charles Burton Barber (1845–1894)
- James Barenger (1780-1831)
- Henry Barraud (1811-1874); suo figlio, Francis Barraud (1856–1924), dipinse "Nipper" il cane del simbolo dell'etichetta discografica "His Master's Voice"
- Rosa Bonheur (1822-1899)
- John Boultbee (1753-1812)
- Edmund Bristow (1787-1876)
- Abraham Cooper (1787–1868)
- Thomas Sidney Cooper (1803-1902)
- Horatio Henry Couldery (1832–1918)
- John Dalby (1810-1865)
- Samuel Daniell (1775-1811)
- Eugène Delacroix (1798-1863)
- Herbert Dicksee (1862-1942)
- John Henry Dolph (1835-1903)
- John Emms (1844-1912)
- Frederick William Frohawk (1861-1946)
- John Gould (1804-1881)
- Roland Green (1890/6-1972)
- Harry Hall (c. 1814-1882)
- John Frederick Herring Jr. (1820–1907)
- John Frederick Herring Sr. (1795–1865)
- William Huggins (1820-1884)
- Charles Jacque (1813-1894)
- Lucy Kemp-Welch (1869-1958)
- Wilhelm Kuhnert (1865-1926)
- Edwin Landseer (1802-1873)
- George Edward Lodge (1860-1954)
- Friedrich Wilhelm Kuhnert (1825-1896)
- John Guille Millais (1865-1931)
- Sir Alfred Munnings (1878-1959)
- Ramsay Richard Reinagle (1775-1862)
- Prideaux John Selby (1788-1867)
- Christopher Webb Smith (1793-1871)
- Charles Tunnicliffe (1901-1979)
- Arthur Wardle (1860-1949)
- Herbert William Weekes (c. 1842-1904+)

### Moderni
- Thierry Bisch (b. 1953)
- Elizabeth Butterworth (b. 1949) - parrots
- Charles Church (b. 1970)
- Maryna Glushchenko (b. 1980)
- John Clymer (1907-1989)
- Kim Donaldson (b. 1952)
- Gary Hodges (b. 1954)
- Dave Merrick (b. 1952)
- Lanford Monroe (1950-2000)
- Stephen D. Nash (b. 1954)
- David Nurney (b. 1959)
- David Quinn (b. 1959)
- Mark Upton (b. 1964)

Precursori della scultura di animali:
- Rembrandt Bugatti (1884-1916)
- François Pompon (1855-1933)

Modernerni scultori di animali:
- Tessa Pullan (b. 1953)
- John Rattenbury Skeaping (1901-1980)
- Jo Walker

## Galleria d'immagini

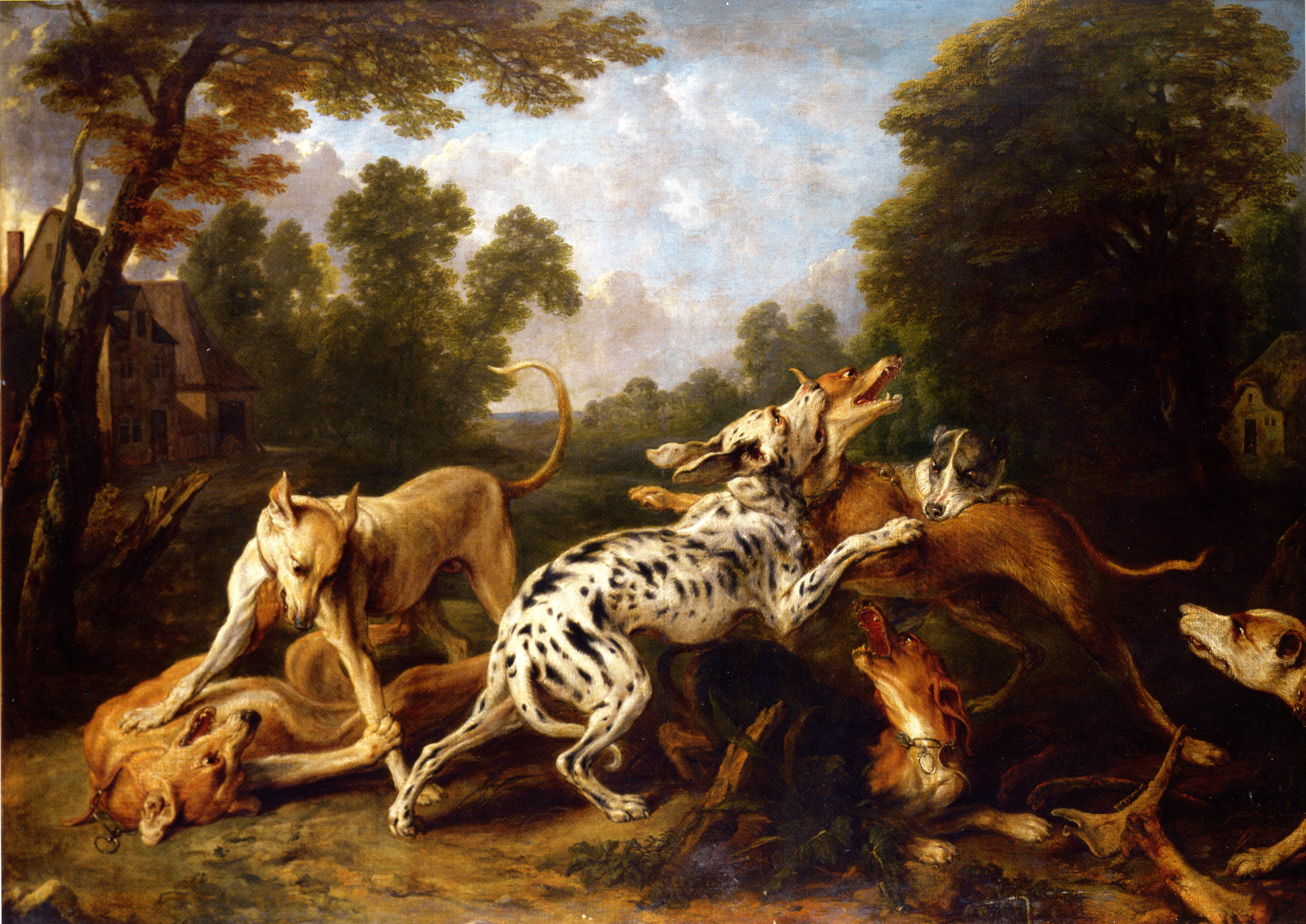
Combattimento di cani di Frans Snyders, che probabilmente fece eseguire lo sfondo paesaggistico ad un altro artista.
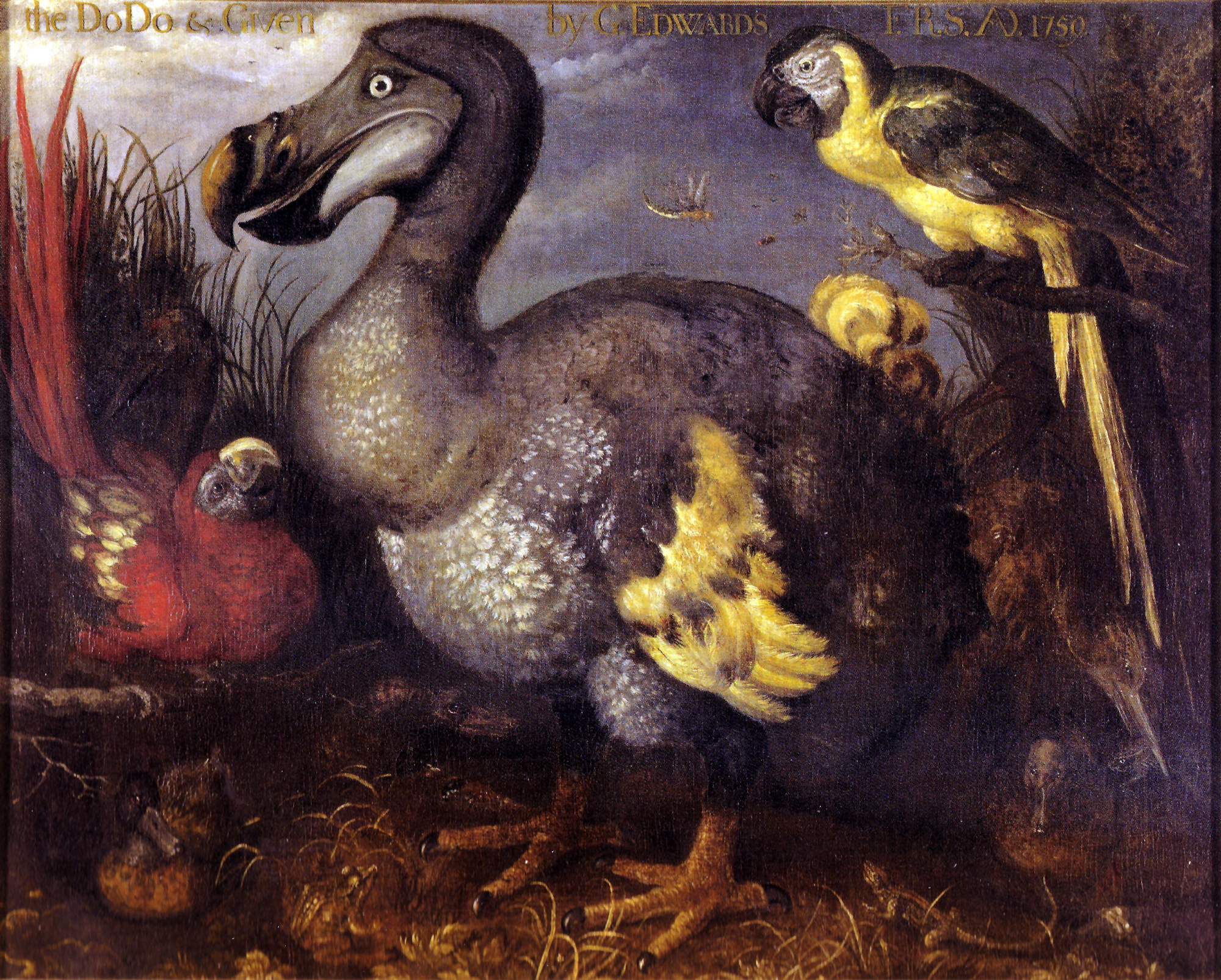
Dodo di Edwards (1626) di Savery; Museo di storia naturale, Londra.
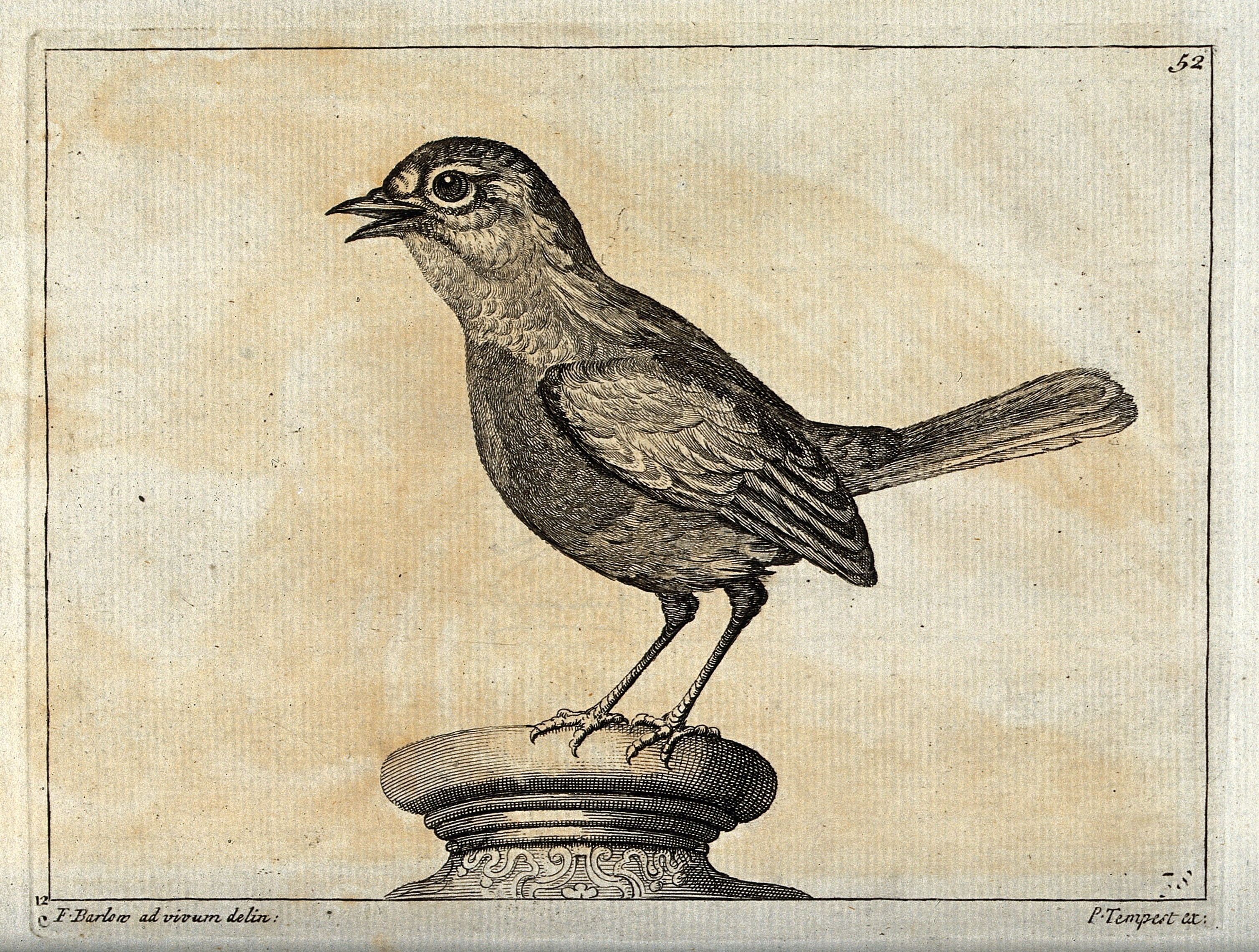
Un passero (c. 1690) di Francis Barlow; incisione di Pierce Tempest.
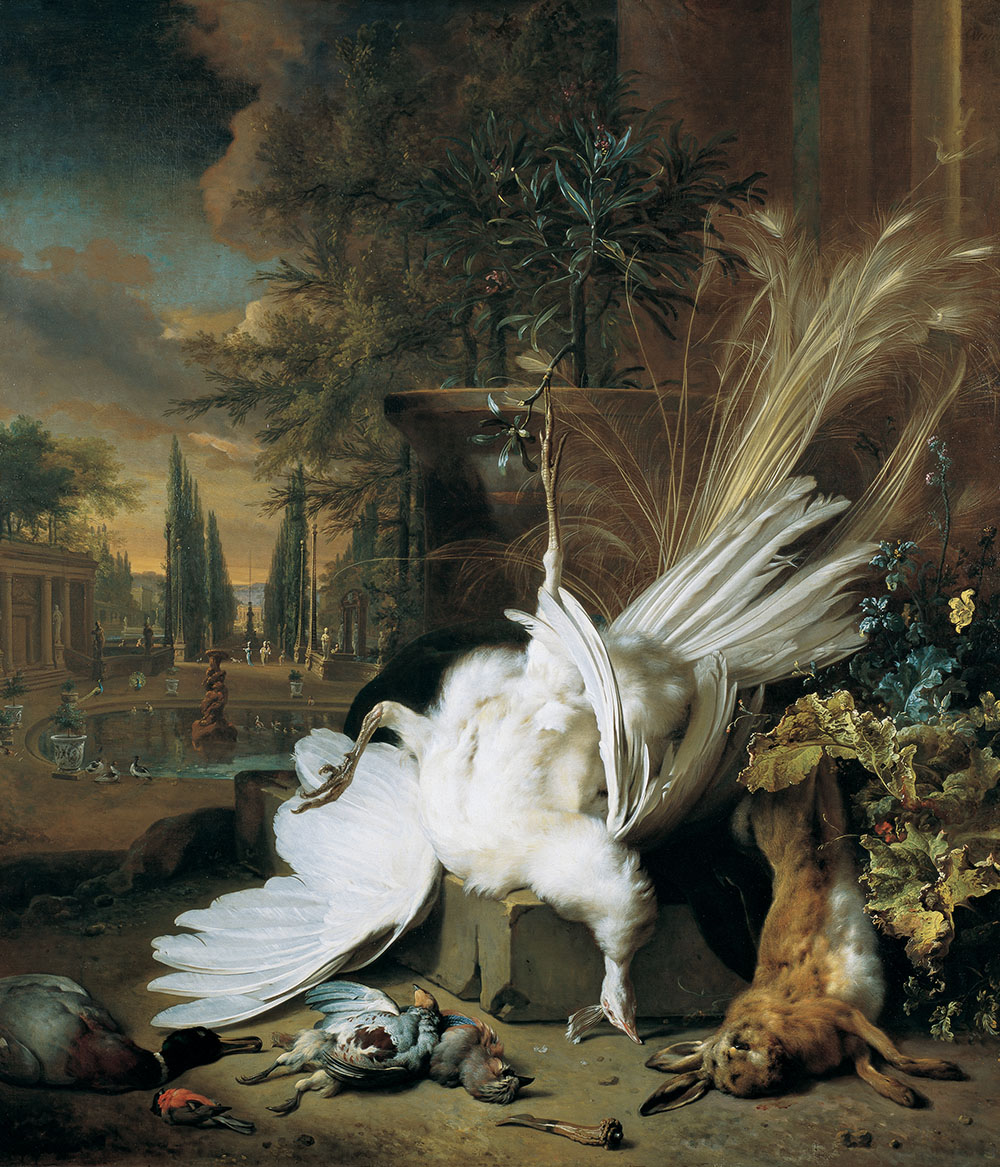
Una tipica natura morta del 1692 di Jan Weenix, probabilmente una controporta per una country house.
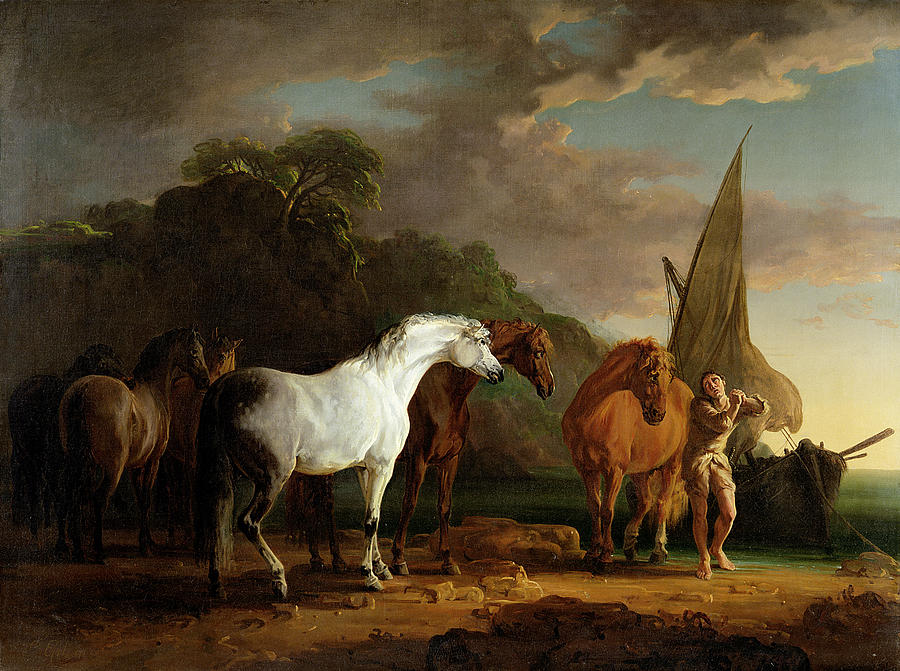
Sawrey Gilpin, I viaggi di Gulliver (1769).
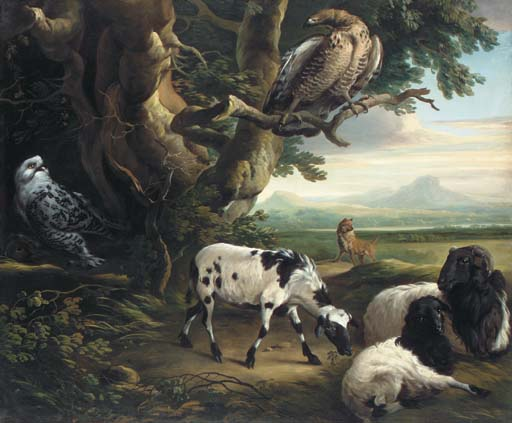
Philip Reinagle, Uccelli da preda, capre e un lupo in un paesaggio.
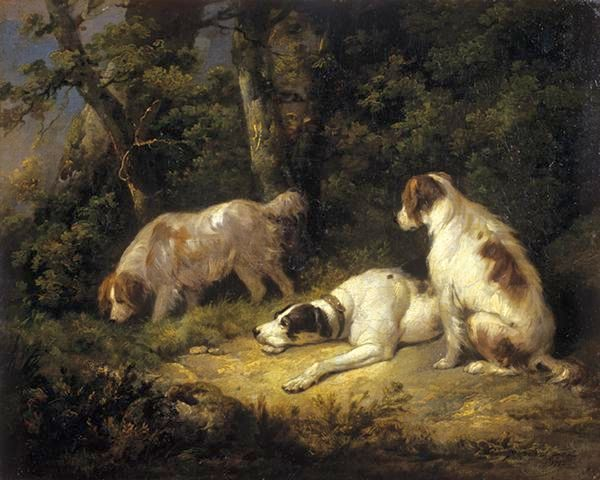
Morland, Cani (1792); Castello di Wawel, Polonia.
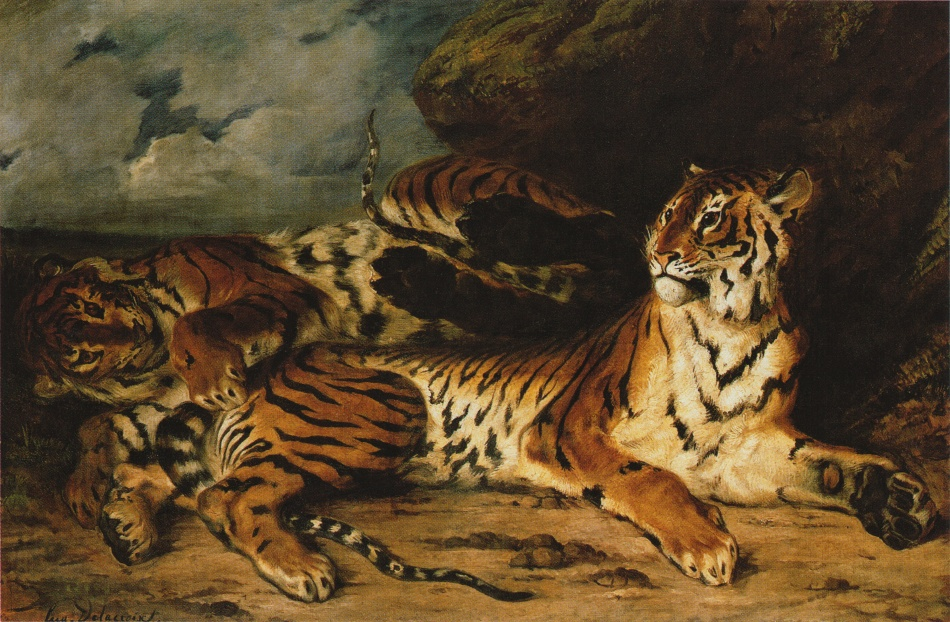
Eugène Delacroix, Giovane tigre gioca con la madre, 1830, Museo del Louvre.
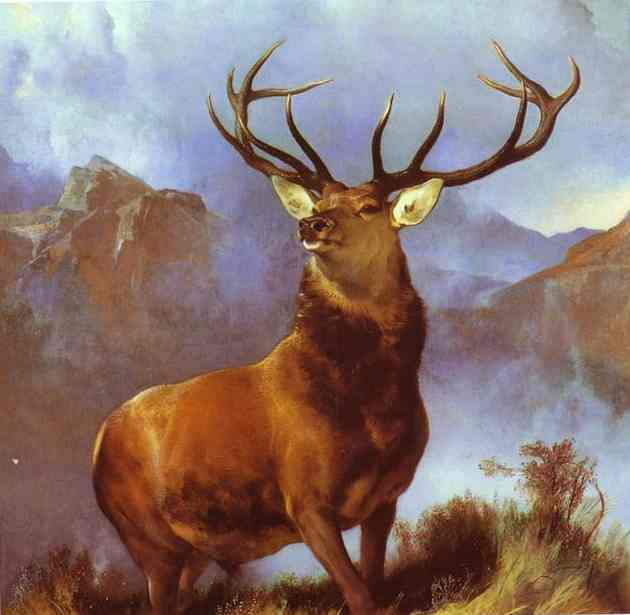
Landseer, Il monarca di Glen (1851); Museo nazionale di Scozia.
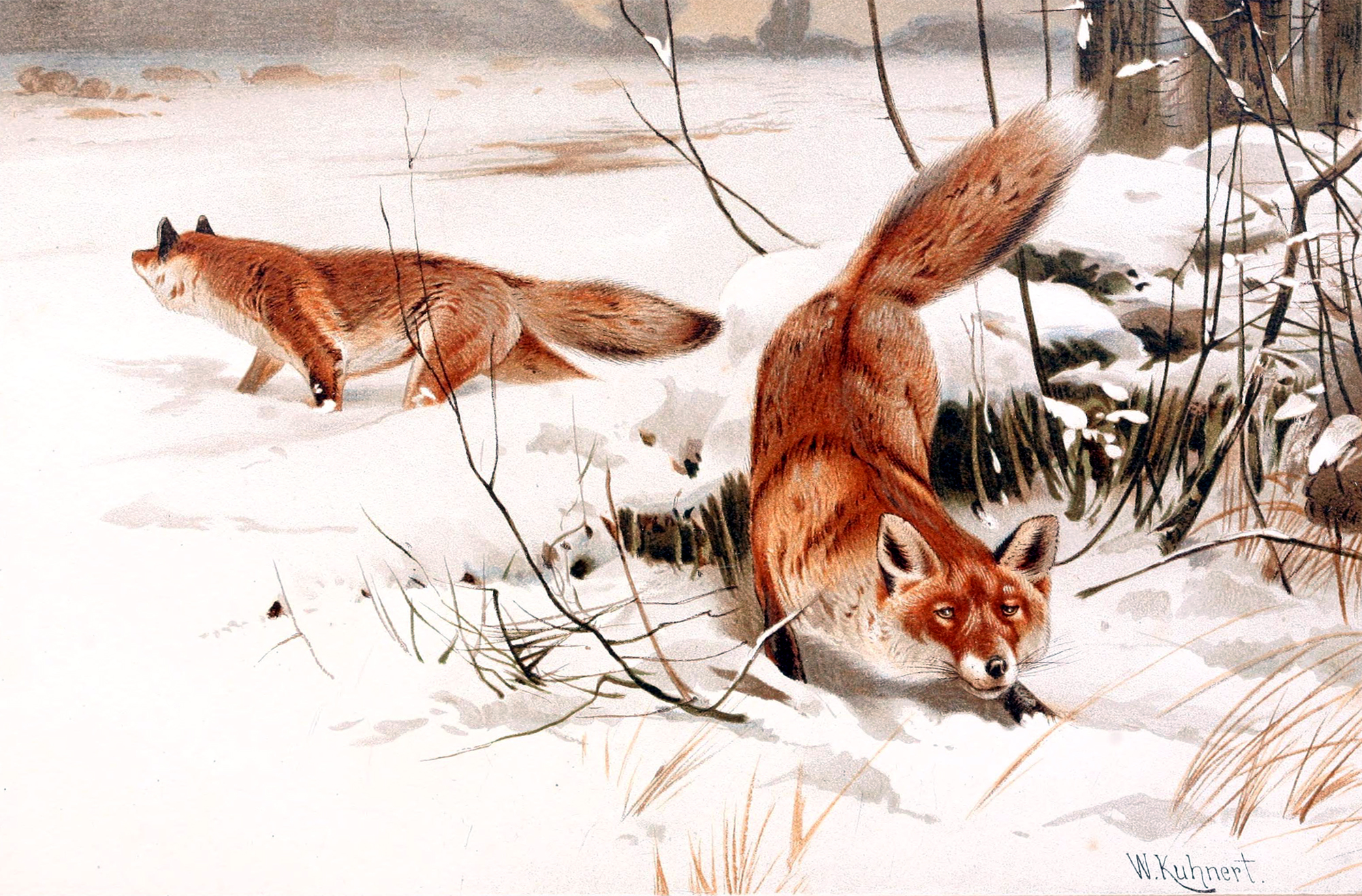
Volpi nella neve (1893) di Friedrich Wilhelm Kuhnert.